# Parafia św. Katarzyny i Niepokalanego Serca Maryi w Łękach Wielkich
Parafia pw. św. Katarzyny i Niepokalanego Serca Maryi w Łękach Wielkich – parafia rzymskokatolicka, znajdująca się w archidiecezji poznańskiej, w dekanacie kościańskim.

## Historia
Parafia została wymieniona w dokumencie z 1298 roku jako graniczna pomiędzy archidiakonatem pszczewskim a śremskim. Przynależała do dekanatu grodziskiego. Pierwszy kościół, zapewne drewniany, pod wezwaniem św. Jakuba i św. Katarzyny zbudowano najpóźniej w XIII wieku. Patronami parafii byli kolejni właściciele Łęk m.in. Gnińscy i Opalińscy. W 1504 wieku zbudowano kolejną świątynię, która spłonęła w 1768. Obecny kościół wzniesiono w 1776 roku staraniem hr. Maksymiliana Mielżyńskiego.
Kościół w Kotuszu zbudowano w latach 1890-1904 jako zbór protestancki dla miejscowych potomków osadników olęderskich (Superintendentura Leszno Ewangelickiego Kościoła Unijnego). Po II wojnie światowej przekazany został parafii łęckiej i do dziś pełni rolę kościoła filialnego.

## Zasięg parafii
- Goździchowo,
- Kotusz,
- Łęki Małe,
- Łęki Wielkie,
- Wilanowo,
- Wolkowo.

## Miejsca kultu
- Kościół pw. św. Katarzyny i Niepokalanego Serca Maryi w Łękach Wielkich – kościół parafialny,
- Kościół pw. Królowej Korony Polskiej w Kotuszu – kościół filialny

## Proboszczowie
- 1739–1755 ks. Józef Snowadzki
- 1755–1770 ks. Stanisław Bocheński
- 1777–1827 ks. Wojciech Stęszewski
- 1828–1830 ks. Wojciech Szubczyński
- 1835–1844 ks. Józef Zinga
- 1845–1884 ks. Jan Chodkiewicz
- 1884–1908 ks. Jakub Lewicki
- 1909–1927 ks. Oskar Krupski
- 1927–1928 ks. Stanisław Cynalewski

- 1928–1933 ks. Wacław Szurmiński
- 1933–1939 ks. Antoni Piotrowski
- 1939 ks. Stefan Leciejewski
- 1946–1951 ks. Stefan Wiśniewski
- 1951–1965 ks. Antoni Serwatka
- 1965–1997 ks. Jan Bielański
- 1997–2005 ks. Stefan Dudziak
- 2005–2019 ks. Janusz Sobczak
- od 2019 ks. Artur Włodarczak

## Galeria

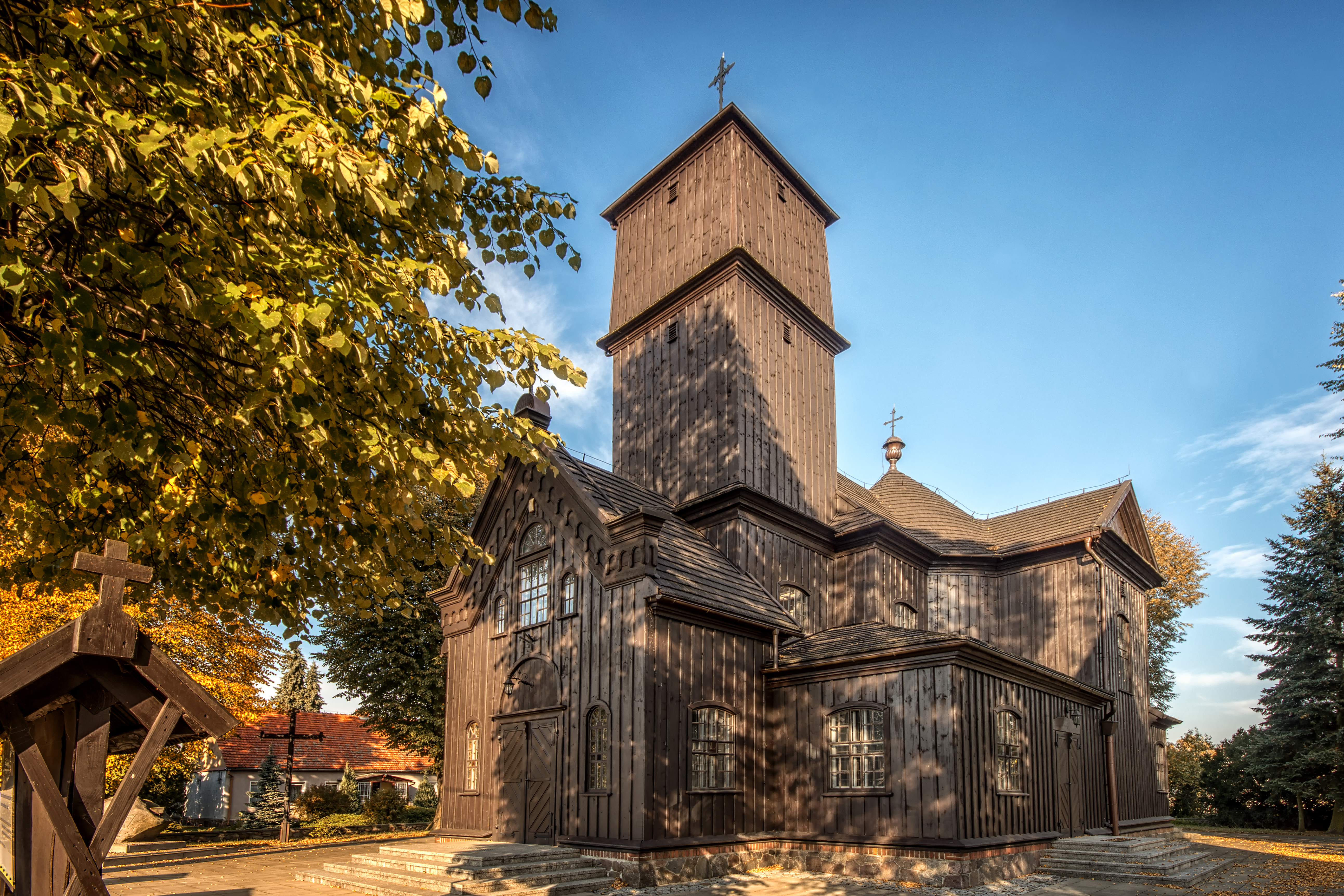
Kościół w Łękach Wielkich
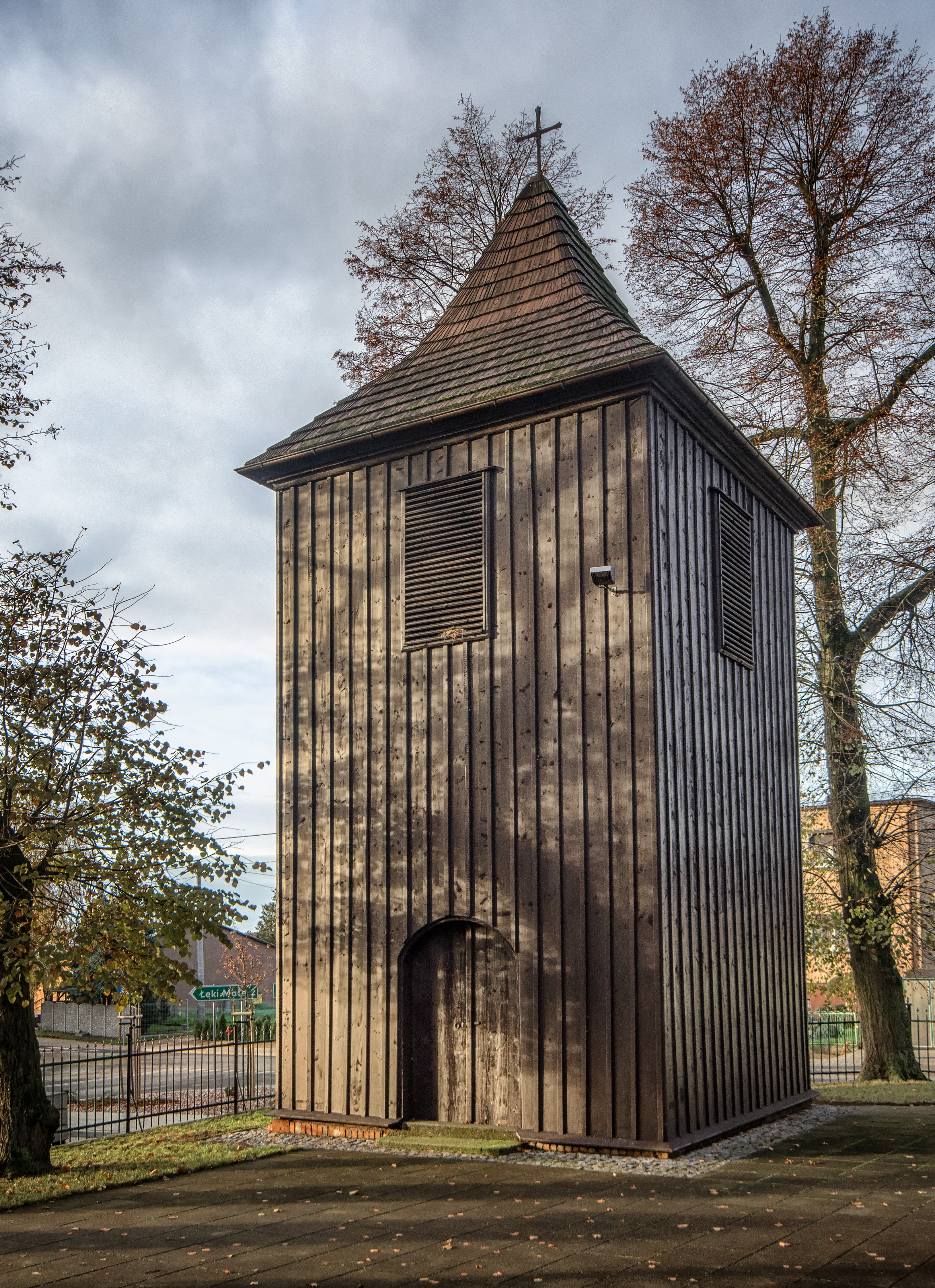
Dzwonnica przy kościele w Łękach Wielkich
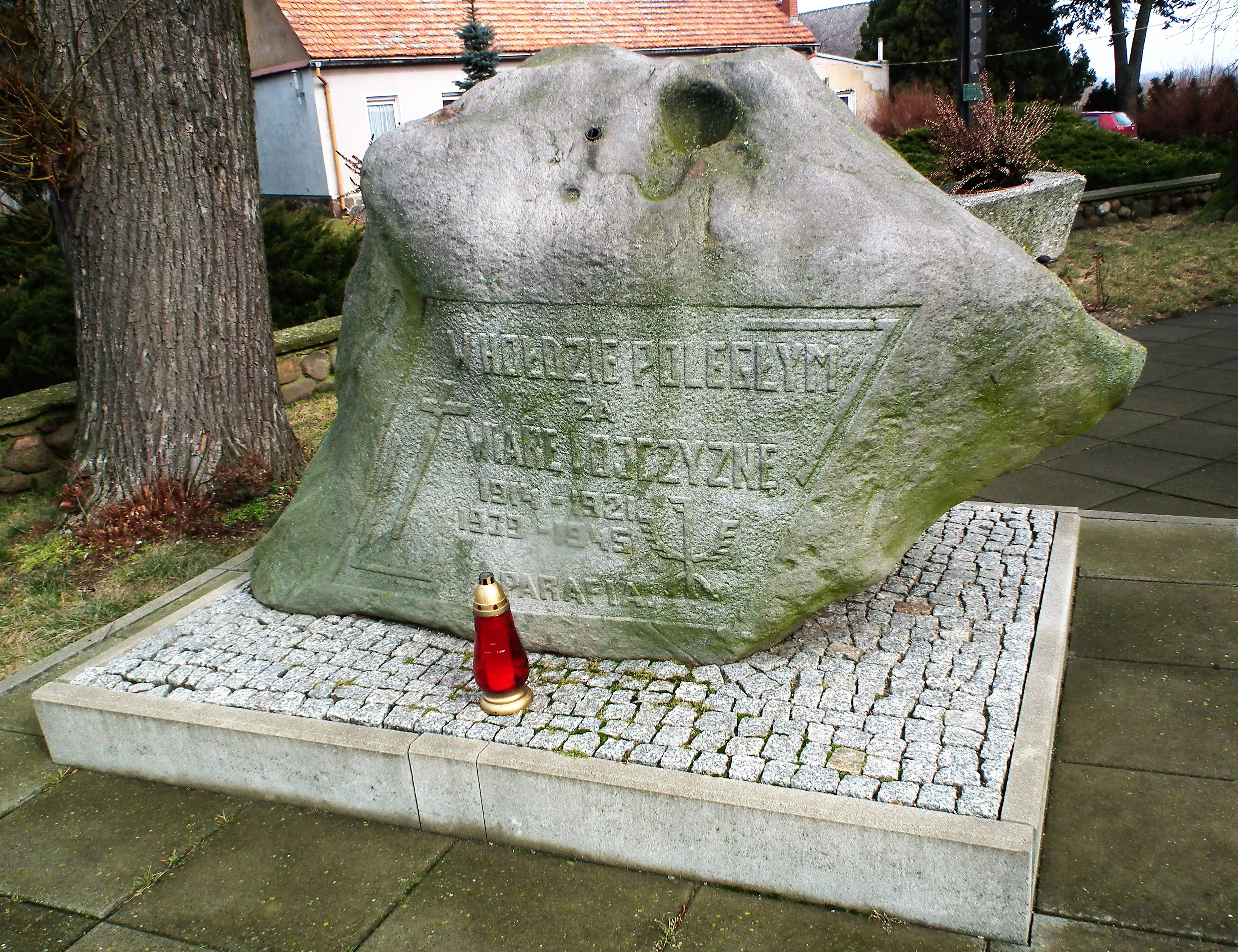
Głaz pamiątkowy
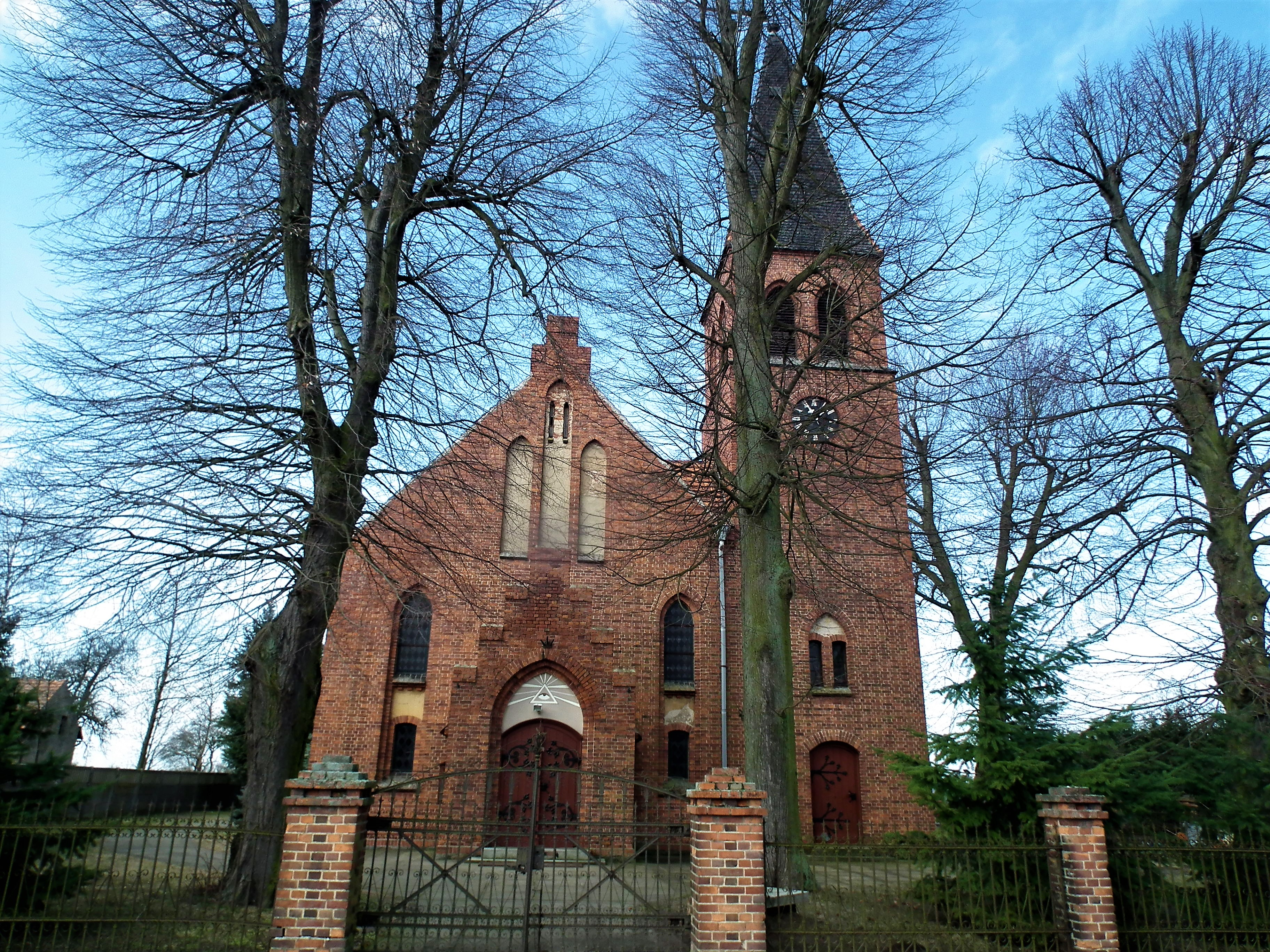
Kościół w Kotuszu